# Postrer Río
Postrer Río es un municipio de la República Dominicana situado en la provincia de Independencia.

## Distritos municipales
Está formado por los siguientes distritos municipales:
| Nombre     | Código   |
| ---------- | -------- |
| Poster Río | 06100401 |
| Guayabal   | 06100402 |